# نيجير
نيجير (كلمة ألمانية تعني الزنجي) حاملة طربيد وصفت عموما باعتبارها طوربيد بشري  لكن لا يمكنه الغوص، ولكن كان من الصعب أن يرى خلال العمليات الليلية. تم استخدامه في ألمانيا النازية لكريغسمرينه بين 1943 و1945. يأتي الاسم من المنشئ ريتشارد موهر الذي يعني لقبه مور. 

## هجمات لاحقة
غرقت سفينة النقل HMS Colsay في المياه الضحلة بواسطة نيجر في 2 نوفمبر 1944 بالقرب من أوستند في بلجيكا. 